# بن كوناتي
بن مامادو كوناتي (3 يناير 1989) لاعب كرة قدم غيني إستوائي الجنسية عاجي المولد يلعب حاليا لصالح نادي الدرجة الأولى الحالة البحريني في مركز الوسط المدافع من 2016.

## روابط خارجية
- بن كوناتي على موقع قاعدة بيانات كرة القدم.إي يو (الإنجليزية)
- بن كوناتي على موقع ناشيونال فوتبول تيمز (الإنجليزية)
- بن كوناتي على موقع Soccerway.com (الإنجليزية)